# Poslední sirka
Poslední sirka je exteriérová plastika v Lipníku nad Bečvou v okrese Přerov.

## Historie a popis díla
Štíhlou barevnou plastiku zápalky (lidově sirky), ve tvaru lomeného sloupu, vytvořil v roce 2011 umělecký kovář Jiří Jurda. Je tvořena z hnědých dřevěných impregnovaných trámů spojených černým ocelovým kováním se šroubovými spoji. Na vrcholu je kovová hlavička zápalky natřená žlutou barvou. Dílo, které má výšku 3,1 m, připomíná 2× nalomenou zápalku. Je umístěno uprostřed kruhového objezdu na malém vydlážděném prostranství obklopeném záhonky. Plastika je připomínkou na slávu zdejší továrny na výrobu zápalek Solo Lipník, jež zanikla na počátku 90. let 20. století.

## Galerie

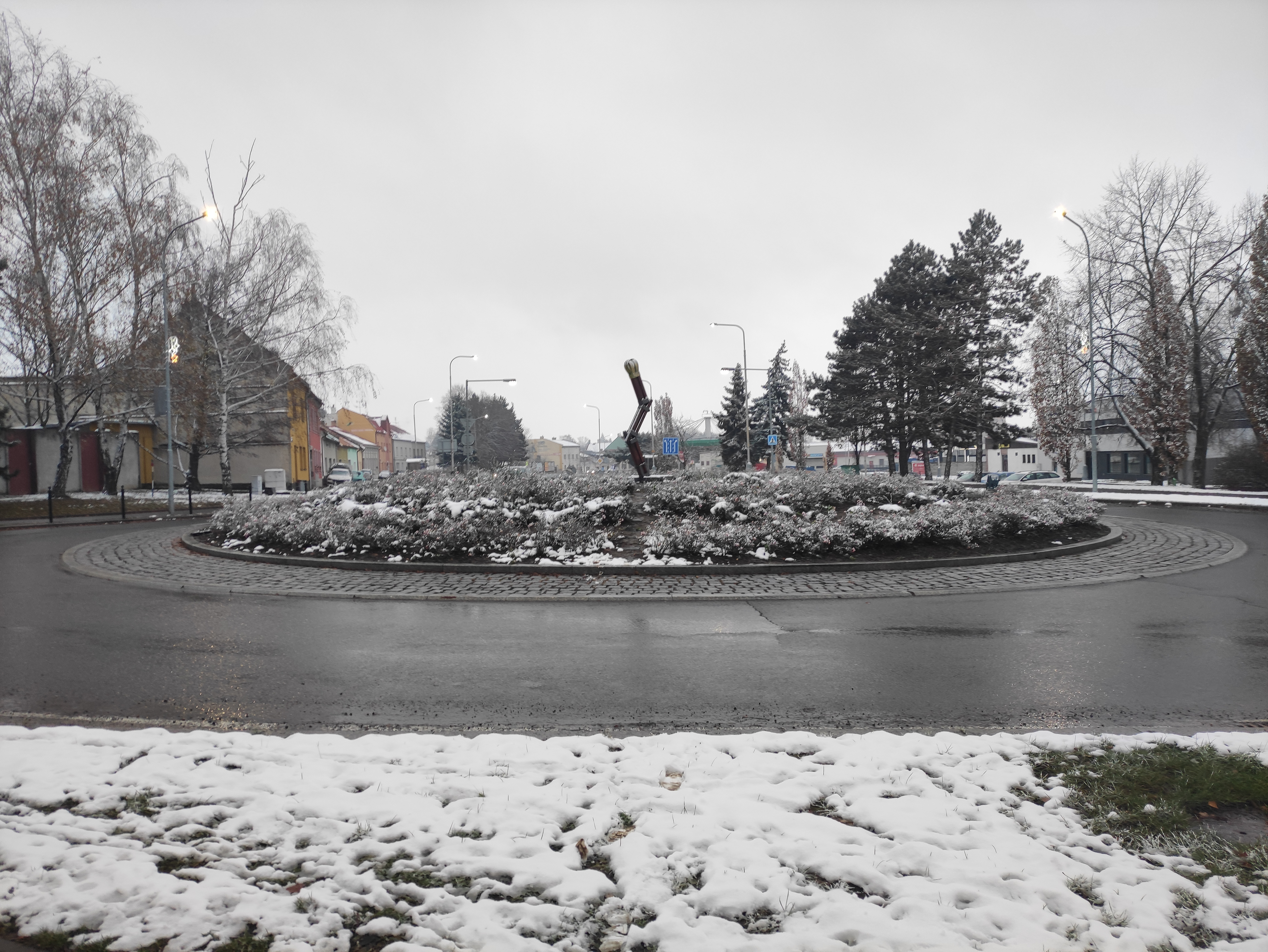
Umístění díla na kruhovém objezdu
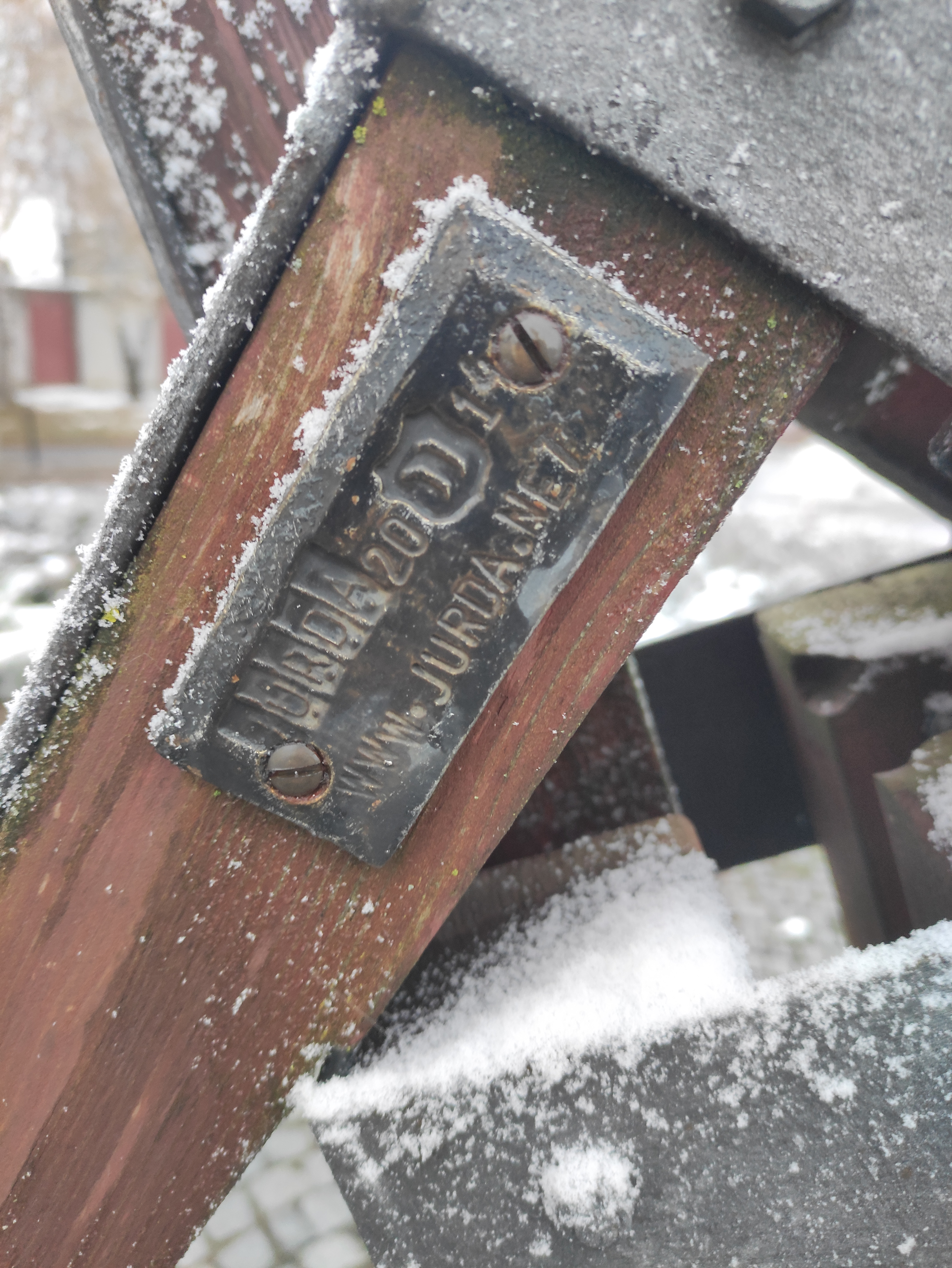
Detail díla